# Outer Heaven
Outer Heaven è una città-stato immaginaria, ambientazione principale del videogioco Metal Gear (1987), creato da Hideo Kojima.

## Origini

### Nascita e ideologia
In Metal Gear, Outer Heaven viene presentata in Sudafrica, a 200 km a nord di una città chiamata Galzburg. Si tratta di una micronazione formata da mercenari; in realtà dunque una compagnia militare privata, guidata da Big Boss; un ex agente segreto del CIA ed ex berretto verde. Per una serie di motivi, Big Boss decise di abbandonare gli Stati Uniti d'America, deluso dalla loro condotta politica e militare, dandosi alla latitanza e alla clandestinità, e dirigendosi in Sudafrica. Tra gli anni 1980 e anni 1990, lì ebbe l'idea di creare una nazione indipendente, dove tutti i combattenti della Terra, indiscriminatamente, avrebbero potuto trovare un «luogo dove combattere» e una «ragione per vivere», al di fuori del controllo delle nazioni tiranne, che li avrebbero utilizzati solo come strumenti. Nacque così Outer Heaven (un «paradiso al dì fuori» o «paradiso esterno»), sicuro rifugio per i migliori soldati del mondo che sarebbero stati liberi di combattere come mercenari in giro per il globo, senza una motivazione politica o ideologica che li spingesse a lottare, se non il puro e semplice gusto di farlo: una poetica della vita come campo di battaglia.
Outer Heaven è considerato "il sogno di Big Boss": una nazione indipendente in cui tutti i soldati del mondo possono raggrupparsi senza essere alle dipendenze di nessuno. Uno stato mercenario dove gli ideali di libertà e di redenzione fungono da colonne portanti. Questo modello, generatosi dagli insegnamenti di The Boss e dalla sua volontà finale, ne è una versione contorta, poiché The Boss infine voleva un mondo unito e in pace, dopo aver vissuto una vita come strumento del Governo americano. Gli stessi Liquid Snake, Solidus Snake e Liquid Ocelot cercheranno nella saga di creare uno stato indipendente e libero con libera informazione nominandolo sempre "Outer Heaven". Liquid Snake tenta di ricostituire Outer Heaven sull'isola di Shadow Moses (Metal Gear Solid), Solidus assegna il termine "Outer Heaven" come nome in codice per il suo piano di distruzione dei Patriots in Metal Gear Solid 2: Sons of Liberty, mentre Liquid Ocelot chiama "Outer Heaven" la compagnia principale tra le altre sue compagnie militari private in Metal Gear Solid 4: Guns of the Patriots. È più inteso come ideale comune a tutti quelli di Big Boss che Stato a sé stante. L'ideale di libertà rappresentato da Outer Heaven non piace ai Patriots: considerandolo come un cancro da estirpare, hanno sempre cercato e trovato il modo di contrastarne l'esistenza.

### Potere militare
In poco tempo Outer Heaven sviluppò un'egemonia militare pari a quella delle grandi superpotenze, grazie non solo alla rigida visione della guerra e dell'arte bellica, ma anche al componimento del suo staff di alcuni tra i più micidiali soldati del mondo tra cui Shotmaker, ex Specnaz, Machinegun Kid, ex Special Air Service e Fire Trooper, ex GSG-9. Ciò che però rese Outer Heaven un rivale temibile, per il mondo intero, fu la creazione di un mecha, un "carro armato bipede", noto come Metal Gear TX-55, concepito da Drago Pettrovich Madnar, uno scienziato russo prigioniero e costretto a eseguire gli ordini di Big Boss. Il TX-55 era un robot ad equipaggio umano, armato con due mitragliatrici M61 Vulcan da 15 mm e un cannone laser da 20 mm, e dotato inoltre di una corazza in grado di resistere ad esplosivi di tipo HEAT. Già queste qualità lo rendevano un'arma micidiale, inoltre gli fu aggiunta la capacità che più lo rendeva pericoloso: due missili IRBM.

## InMetal Gear
Proprio a causa di tutte le sue "qualità", tra cui la più importante, l'esistenza del TX-55, Outer Heaven viene presa di mira dai padroni del mondo, i Patriots, nemici di Big Boss, impauriti ed avidi delle conoscenze e delle armi in suo possesso.
In questo momento comincia l'evento noto come "Rivolta di Outer Heaven": Big Boss finge di tornare negli Stati Uniti d'America come capo di FOXHOUND, inscenando una diserzione nei confronti di Outer Heaven. In realtà sarà lui stesso a controllare entrambe le pedine, fingendosi sottomesso ai Patriots. Manipolando la NATO, i Patriots inviano l'agente più esperto di FOXHOUND, Gray Fox, per combattere la minaccia. Questi viene catturato ma Big Boss, che fin qui mantenne nascosto il proprio ruolo, non tratta l'uomo come un prigioniero e fa trapelare volutamente informazioni sul fallimento della missione. La NATO allora organizza l'operazione Intrude N313 e invia, sotto il comando dello stesso Big Boss, la recluta più promettente dell'organizzazione, un agente di 23 anni di nome Solid Snake. Contro ogni previsione Snake riesce a sconfiggere Big Boss, che gli si rivelerà infine come nemico, distrugge il Metal Gear TX-55 e salva Gray Fox.
Outer Heaven rimane distrutta per l'esplosione autoinnescata da Big Boss, ma anche, come racconterà Black Ninja in Metal Gear 2: Solid Snake, perché bombardata e completamente rasa al suolo dagli aerei NATO.

## Rivelazioni:Peace Walker,Ground ZeroeseThe Phantom Pain
Andando avanti nella saga, grazie a diversi prequel, sono stati svelati alcuni retroscena che ne hanno arricchito e rimaneggiato il corso degli eventi: in Peace Walker diventa noto che Big Boss lasciò i Patriots e gli USA nel 1972, e formò in Costa Rica il primo nucleo della sua compagnia militare privata, nota come Militaires Sans Frontières. Nel 1975, durante una missione a Cuba, venne ferito gravemente su un elicottero, durante la distruzione della base dei MSF nel Mare Caraibico, e rimase in coma fino al 1984.
In The Phantom Pain, Big Boss torna in azione fondando i Diamond Dogs e tentando di riprendersi ciò che è suo. Sconfigge Skull Face, che lo mandò in coma e distrusse i MSF nove anni prima, impedendo a quest'ultimo di portare a termine i propri piani. Tuttavia, con un colpo di scena che riscrive non solo la trama di The Phantom Pain ma anche quella di Metal Gear, viene rivelato che il protagonista non è mai stato Big Boss, ma il suo luogotenente, entrato in coma anche lui dopo l'incidente con l'elicottero, e svegliatosi poco dopo. Noto con il nome di Venom Snake (medico e soldato oltre che l'uomo migliore di Big Boss, forse l'unico adatto a ricoprire un simile ruolo), ebbe il compito di divenire il suo sosia, grazie alla chirurgia plastica; con questo il suo scopo sarebbe stato quello di distrarre il mondo con i Diamond Dogs, mentre il vero Big Boss in massima segretezza potrà recarsi in Medio Oriente per gettare le basi di Outer Heaven.
Si deduce inoltre, dalla scena finale, di come poi Venom Snake e Big Boss si siano ricongiunti ad Outer Heaven; ed è chiaro come Big Boss possa ricomparire in Metal Gear 2: Solid Snake, in quanto il "Big Boss" ucciso da Solid Snake in Metal Gear non era altri che Venom, sotto le mentite spoglie di Big Boss.